# 宽河
宽河，位于中华人民共和国黑龙江省西北部，是黑龙江右岸支流，发源于黑河市爱辉区西北伊勒呼里山北麓，干流自西南向东北流，于呼玛县三卡乡以北汇入黑龙江干流。河流全长76千米，河道弯曲系数3.08，河道比降0.95‰，流域面2134平方千米。河宽5～25米，平均水深0.5～2.5米。年均径流量3.73亿立方米。流域内自然资源丰富，森林茂密。